# Supersymmetry (Angel)
Supersymmetry conocido en América Latina y en España como Supersimetría es el quinto episodio de la cuarta temporada de la serie de televisión estadounidense Ángel. El guion del episodio fue escrito por Elizabeth Craft en conjunto con Sarah Fain y la dirección estuvo a cargo de Bill L. Norton. Se estrenó en los Estados Unidos el 3 de noviembre de 2002.
En este episodio Fred descubre que una persona cercana a él fue responsable de los cinco años más traumatizantes de toda su vida en Pylea. Sin dejar impune la atrocidad de la que fue víctima Fred hará hasta lo imposible con tal de vengarse aún si para eso tiene que cometer el homicidio.

## Argumento
El artículo de Fred que trata de la Teoría de supercuerdas es publicado en un diario académico. Al poco tiempo recibe la invitación de dar una conferencia por su viejo maestro de la Universidad, el profesor Seidel. Durante su presentación un portal se abre de donde sale una especie de bestia serpiente que trata de asesinarla. Ángel cree que la responsable es la propia Lilah ya que la vio en la conferencia, pero rápidamente se da cuenta de que la abogada solo se presentó para vigilar a Wesley quien asistió a la conferencia porque todavía siente algo por Fred.
Gunn y Ángel sospechan de otro miembro en la audiencia, un fanático de historietas que presenció el portal abrirse, aunque resulta ser inocente al revelarse como un seguidor de extrañas desapariciones, y un fanático de Ángel debido a foros de internet que hablan del vampiro. Fred descubre que el Profesor Seidel fue el responsable de su estadía en Pylea durante seis años. Ya que el profesor siempre siente que su empleo está amenazado por un joven estudiante se deshace de ellos enviándolos a dimensiones demoníacas. En contra de los consejos de Ángel y los de Gunn, Fred busca venganza de su antiguo mentor a como de lugar. Para lograrlo recurre a la ayuda de Wesley, quien por su amor a ella accede ayudarla. Mientras en tanto, Cordelia sigue quedándose con Connor mientras trata de recordar un poco de su pasado. El muchacho cree que Cordelia debe aprender a defenderse de nuevo de los vampiros y la entrena. Lamentablemente en el transcurso del entrenamiento Connor se ilusiona en su relación con Cordy cuando ésta lo besa en los labios. Ante dicha acción y sin querer lastimarlo Cordelia decide regresar con Ángel por respuestas.
Ángel confronta a Seidel (para proteger a Fred de las consecuencias de la venganza), pero Seidel libera a un demonio de una dimensión para defenderse de Ángel; mientras Seidel trata de escapar, se encuentra con Fred, quien abre su propio portal, intentando castigar al hombre que le hizo lo mismo. Mientras el profesor comienza a ser absorbido, Gunn llega para rescatar a su novia del tormento de asesinar a una persona, al romperle el cuello a Seiden cuyo cuerpo sin vida es absorbido por el portal. Fred y Gunn deciden ocultar la verdad sobre la venganza de Fred, y solo cuentan que el profesor fue succionado por un portal que intentó abrir. Al Hyperion no tarda en llegar Cordelia quien acuerda con Ángel volver a quedarse en el hotel, siempre y cuando todos acuerden decirle la verdad. Ángel acepta la oferta prometiendo no volver a mentirle, acto seguido Cordy le pregunta si ambos estaban enamorados antes de su desaparición.

## Elenco

### Principal
- David Boreanaz como Ángel.
- Charisma Carpenter como Cordelia Chase.
- J. August Richards como Charles Gunn.
- Amy Acker como Winifred Burkle.
- Vincent Kartheiser como Connor.
- Alexis Denisof como Wesley Wyndam-Pryce.

## Redacción